# Brigada de Policía Auxiliar Siegling
La Brigada de Policía Auxiliar Siegling o Schutzmannschaft-Brigade Siegling (en alemán: Schutzmänner-Brigade Siegling) fue una brigada de policía auxiliar bielorrusa formada por la Alemania nazi en julio de 1944 en Prusia Oriental, a partir de miembros de seis batallones de voluntarios locales de la Schutzmannschaft después de la Operación Bagration soviética. Las seis unidades colaboracionistas en retirada que se unieron a la Siegling incluyeron el Bataillon 57 (ukrainische), Bataillon 60 (weißruthenische), Bataillon 61, 62, 63 (ukrainische) y Bataillon 64 (weißruthenische).

## Antecedentes
La mayoría de los miembros de la Schutzmannschaft-Brigade Siegling habían pertenecido a la Defensa Nacional Bielorrusa (BKA). El número total de soldados evacuados por los nazis a Prusia Oriental de todo Bielorrusia durante el avance soviético podría haber llegado a 10.000. Se reagruparon al noreste de Varsovia en la Polonia ocupada, bajo el mando del SS-Obersturmbannführer Hans Siegling, quien también era el líder de la SS- und Polizeiführer de la Rusia Blanca. La nueva brigada constaba de 4 regimientos de fusileros, así como una unidad de artillería y caballería. Himmler le cambió el nombre en agosto de 1944 a la 30.ª Waffen-Grenadier-Division der SS (russische Nr. 2). Estaba formada por hombres de la Unión Soviética, principalmente de Bielorrusia, incluidas las Kommandanturas enteras de la Bielaruskaja Krajovaja Abarona (BKA) y participantes en el movimiento de Vlasov, pero también unidades de la Sicherheitspolizei alemana (SiPo), la Sicherheitsdienst (SD) y la Ordnungsdienst de la zona.
En noviembre de 1944, el batallón cuya formación se inició originalmente en agosto, como la Schuma Brigade Siegling, fue transportada a Francia como la 30.ª Waffen-Grenadier-Division der SS (russische Nr. 2). Mientras estuvo en Francia, la brigada permaneció bajo el liderazgo del Obersturmbannführer Hans Siegling. Para el 10 de febrero de 1945, la formación casi fue aniquilada por la deserción masiva y por los Aliados. Solo quedaba un regimiento. Algunos refuerzos vinieron de otras formaciones, pero no fueron suficientes. La unidad fue rebautizada de nuevo como 30.ª División de Granaderos SS (1.ª Rusia Blanca) o Weißruthenische Nr. 1 (en alemán), pero en abril de 1945 se disolvió por completo.

## Formación de laSchuma-Brigade Siegling

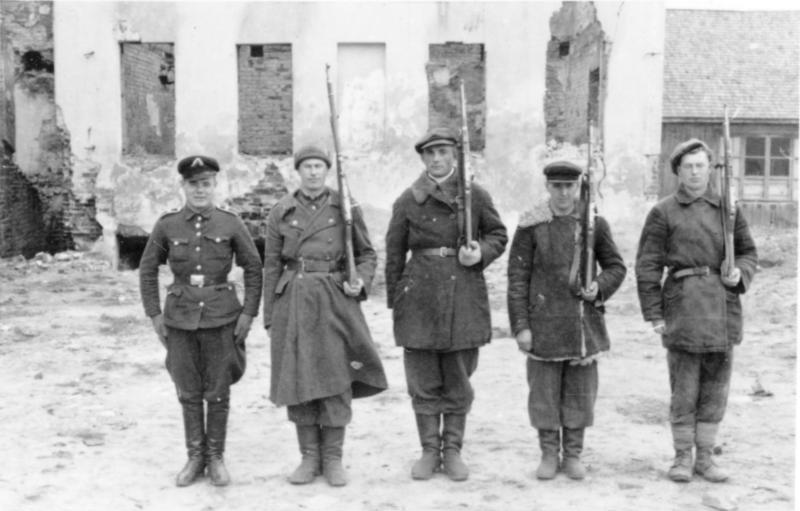
Schuma bielorrusa en marzo de 1943.

Las fuerzas alemanas, junto con los colaboradores ucranianos, bielorrusos y rusos bajo mando alemán, fueron expulsados de la República Socialista Soviética de Bielorrusia durante la Operación Bagration en agosto de 1944. Se retiraron gradualmente hacia el oeste desde el GK Weißruthenien (como se llamaba entonces) hacia los territorios ocupados de Polonia oriental entre el 22 de junio y el 19 de agosto de 1944. Decenas de unidades permanecieron esparcidas. Las fuerzas alemanas incluían restos de la SiPo, la SD y la Ordnungsdienst. Entre ellas, también se encontraban unidades de la Bielaruskaja Krajovaja Abarona (BKA) y el personal bielorruso de Kommandantura. A finales de junio de 1944, el comandante de las SS Curt von Gottberg emitió una orden para crear la Schutzmannschaft-Brigade Siegling, que el 20 de julio de 1944 se formó y preparó para el servicio.
La formación de los cuatro regimientos de la brigada se completó el 31 de julio de 1944 - los 4 regimientos fueron nombrados después de que sus comandantes estuvieran estacionados en ese momento en diferentes lugares: 1.º Regimiento en Grady bajo el mando del Sturmbannführer Hans Österreich, 2.º Regimiento en Stawicz - del Sturmbannführer Helmuth Gantz, 3.º Regimiento en Czartoriak - del Sturmbannführer Wilhelm Mocha y el 4.º Regimiento - del Sturmbannführer Ernst Schmidt. La unidad de artillería estaba estacionada en Suliny. La brigada también tenía una unidad de caballería. El número aproximado del personal se estima de la siguiente manera: hasta 6.000 hombres de la Ordnungspolizei, 2.000 de la SD y hasta 8.000 de la Bielaruskaja Krajovaja Abarona. Fueron distribuidos por muchos lugares de Prusia Oriental.

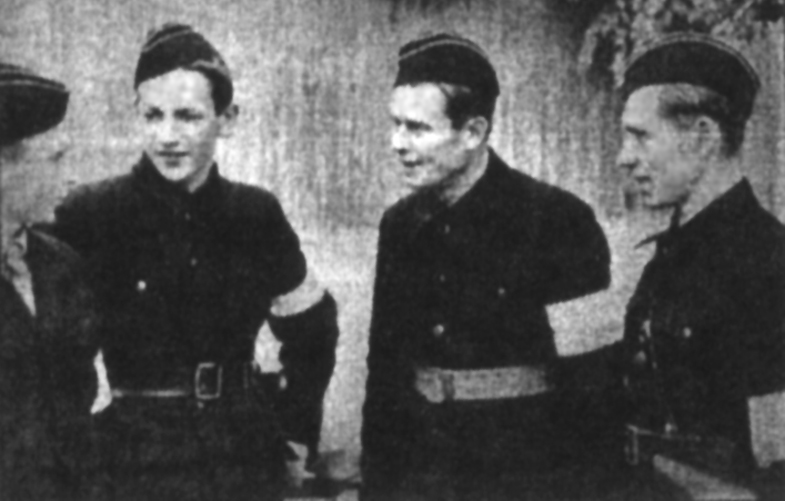
Batallón de policía auxiliar bielorruso Siegling en 1944.

La Schutzmannschaft-Brigade Siegling operó en Bielorrusia desde finales de julio de 1944. En agosto de 1944 (posiblemente antes) se emitió una orden para crear una división que tuviera como base la Brigade Siegling, por lo que todo el personal fue transferido de las bases de la Ordnungspolizei a formaciones bajo el mando de las SS. Bajo el nuevo liderazgo, la brigada pasó a llamarse 30.ª División de Granaderos de las Waffen-SS el 18 de agosto de 1944. La División estaba compuesta por los siguientes regimientos: Waffen-Gren.Rgt. D. SS 75 (russ. Nr. 4), el Waffen-Gren.Rgt. D. SS 76 (russ. Nr. 5) (constaba de tres batallones cada uno), el Waffen-Artillerie-Rgt d. SS 30 (Art.Rgt. 2 de Rusia) (consistía en tres baterías de artillería) y el Regimiento de Reemplazo. Las unidades listas para el combate de la Brigade Siegling fueron trasladadas a Francia para participar en operaciones contra la Resistencia francesa.
La transferencia de todas las unidades en una formación del tamaño de una brigada a Francia se decidió bajo el mando general del Obersturmbannführer Hans Siegling. Siegling dirigió docenas de operaciones de guerra de seguridad nazis en Bielorrusia desde 1941 como comandante del 57.° regimiento de la Schuma (Schutzmannschaft Bataillon 57).
El 6 de agosto de 1944, la unidad recibió la orden de participar en la represión del alzamiento de Varsovia, sin embargo, la idea fue desechada. En cambio, se utilizó desde el 12 de agosto en Prusia Oriental para la recolección de la cosecha. Algunas unidades listas para el combate de la brigada fueron transferidas a Francia en agosto de 1944 para luchar contra la Resistencia francesa.